# Selección de fútbol sub-23 de Francia

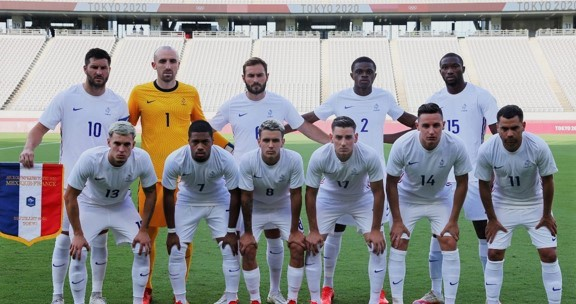

La Selección de fútbol sub-23 de Francia (del francés: Equipe de France Espoirs), conocida también como la Selección Olímpica de fútbol de Francia, es el equipo que representa al país en Fútbol en los Juegos Olímpicos y en la Eurocopa Sub-21; y es controlada por la Federación Francesa de Fútbol.

## Historia
La selección sub-23 de Francia es el equipo que representa a dicho país, en las competencias como los Juegos Olímpicos, la Eurocopa sub-21 que a pesar de ser un torneo para menores de 21 años, el equipo sub-23 es quien regularmente lo representa.
Aunque el equipo sub-23 fue fundado hasta 1970, Les Espoirs un equipo juvenil de Francia, existía desde el año 1950 jugando su primer encuentro el día 22 de mayo de 1952 donde caería derrotado por Inglaterra 1-7 en la ciudad de Le Havre.
Hasta 1970 el equipo sub-23 disputaria su primer encuentro donde empataría 0-0 frente a Noruega.
Los primeros Juegos Olímpicos de está selección, fueron en Atlanta 96 (desde que se disputan con equipos sub-23), en esas olimpiadas el equipo galo no tendría problemas para avanzar a la siguiente fase, ya que en la fase de grupos vencería a Australia 2:0, empataría con España 1:1 y nuevamente ganaría por 2:1 a Arabia Saudita, sin embargo caería eliminado tras perder por 1:2 frente a Portugal, partido disputado en Miami.
Pasaría 25 años para que Francia volviera a estar en Juegos Olímpicos, esta vez en Tokio 2021, donde fue emparejado con México, Sudáfrica y Japón.
Ya en la justa olímpica Francia arrancaría su participación en Tokio frente a México donde caería con un nefasto marcador de 4:1, la única anotación en este partido fue por parte de Gignac de tiro penal, la prensa francesa se mostró severamente crítica con la actuación del conjunto galo, pues el diario L' Equipe calificó al equipo como IMPUISSANTS (Indefensos).
En su segundo partido disputado en Saitama, Francia derrotaria con un apretado 4:3 a Sudáfrica. Finalmente cerrarían su participación en la olimpiada con otra derrota de 4:0 frente al local Japón, para terminar 3.º en su grupo con un saldo de 1 victoria, 2 derrotas, 5 goles a favor y 11 en contra.
En la edición de los Juegos Olímpicos de París 2024 la selección clasifica en automático al ser la anfitriona del certamen, quedando encuadrada en el Grupo A donde vence a las selecciones de Estados Unidos 3-0, Guinea 1-0 y Nueva Zelanda 3-0, clasifica a cuartos de final donde enfrenta a Argentina con quien en los últimos años en la categoría absoluta ha mantenido una polémica rivalidad a quien vence 1-0,ya en semifinales supera en tiempo extra 3-1 a Egipto, llegando a la Final en el estadio del Parque de los Príncipes donde se disputa la Medalla de Oro contra la Selección de España.En un emocionante partido en el primer tiempo regular es superada 3-1, en el segundo tiempo logra emparejar el partido 3-3 y llevarlo hasta el tiempo extra, ya en el alargue España logra romper la igualdad marcando en 2 ocasiones, quedando el resultado 3-5 a favor de los ibéricos, de esta forma Francia finaliza su torneo quedándose con la Medalla de Plata.

## Palmarés
- Eurocopa Sub-21: 1

1988
- - Finalista: 1

2002
- Torneo Esperanzas de Toulon: 11

1977, 1984, 1985, 1987, 1988, 1989, 1997, 2004, 2005, 2006, 2007

## Estadísticas

### Eurocopa Sub-23
| Edición | Resultado        | PJ | PG | PE | PP | GF | GC | Dif. |
| ------- | ---------------- | -- | -- | -- | -- | -- | -- | ---- |
| 1972    | Primera fase     | 6  | 0  | 3  | 3  | 5  | 10 | -5   |
| 1974    | Primera fase     | 4  | 1  | 0  | 3  | 5  | 7  | -2   |
| 1976    | Cuartos de final | 6  | 3  | 1  | 2  | 9  | 8  | +1   |
| Total   | 3/3              | 16 | 4  | 4  | 8  | 19 | 25 | -6   |

### Eurocopa Sub-21
El torneo se disputa con selecciones sub-21, pero técnicamente los equipos participantes son selecciones sub-23, y cada dos ediciones se juega la eliminatoria a los Juegos Olímpicos.
| Año   | Resultado        | J   | G   | E1 | P  | GF  | GC  |
| ----- | ---------------- | --- | --- | -- | -- | --- | --- |
| 1978  | No clasificó     | 4   | 0   | 2  | 2  | 4   | 6   |
| 1980  | No clasificó     | 4   | 2   | 1  | 1  | 3   | 2   |
| 1982  | Cuartos de final | 6   | 3   | 1  | 2  | 9   | 8   |
| 1984  | Cuartos de final | 6   | 3   | 0  | 3  | 11  | 9   |
| 1986  | Cuartos de final | 8   | 2   | 3  | 3  | 13  | 13  |
| 1988  | Campeón          | 12  | 6   | 5  | 1  | 21  | 13  |
| 1990  | No clasificó     | 6   | 3   | 2  | 1  | 11  | 7   |
| 1992  | No clasificó     | 8   | 3   | 2  | 3  | 7   | 5   |
| 1994  | 4.º lugar        | 13  | 10  | 1  | 2  | 24  | 8   |
| 1996  | 3.er lugar       | 14  | 8   | 4  | 2  | 30  | 5   |
| 1998  | No clasificó     | 8   | 4   | 3  | 1  | 13  | 8   |
| 2000  | No clasificó     | 8   | 6   | 2  | 2  | 19  | 6   |
| 2002  | Finalista        | 13  | 10  | 3  | 0  | 27  | 7   |
| 2004  | No clasificó     | 10  | 6   | 2  | 2  | 20  | 7   |
| 2006  | Semifinales      | 12  | 9   | 1  | 2  | 25  | 8   |
| 2007  | No clasificó     | 4   | 2   | 1  | 1  | 6   | 3   |
| 2009  | No clasificó     | 10  | 5   | 3  | 2  | 17  | 7   |
| 2011  | No clasificó     | 8   | 4   | 3  | 1  | 12  | 6   |
| 2013  | No clasificó     | 10  | 8   | 0  | 2  | 23  | 7   |
| 2015  | No clasificó     | 10  | 8   | 1  | 1  | 31  | 11  |
| 2017  | No clasificó     | 10  | 6   | 2  | 2  | 17  | 8   |
| 2019  | Semifinales      | 14  | 11  | 2  | 1  | 28  | 11  |
| 2021  | Cuartos de final | 14  | 11  | 0  | 3  | 37  | 13  |
| Total | 8/18             | 209 | 126 | 44 | 39 | 375 | 170 |

### Juegos Olímpicos
Esta tabla contabiliza solamente los torneos desde que se juega con selecciones Sub-23.
| Edición | Resultado        | PJ           | PG           | PE           | PP           | GF           | GC           | Dif.         |              |
| ------- | ---------------- | ------------ | ------------ | ------------ | ------------ | ------------ | ------------ | ------------ | ------------ |
| 1992    | No clasificó     | No clasificó | No clasificó | No clasificó | No clasificó | No clasificó | No clasificó | No clasificó | No clasificó |
| 1996    | Cuartos de final | 4            | 2            | 1            | 1            | 6            | 4            | +2           |              |
| 2000    | No clasificó     | No clasificó | No clasificó | No clasificó | No clasificó | No clasificó | No clasificó | No clasificó | No clasificó |
| 2004    | No clasificó     | No clasificó | No clasificó | No clasificó | No clasificó | No clasificó | No clasificó | No clasificó | No clasificó |
| 2008    | No clasificó     | No clasificó | No clasificó | No clasificó | No clasificó | No clasificó | No clasificó | No clasificó | No clasificó |
| 2012    | No clasificó     | No clasificó | No clasificó | No clasificó | No clasificó | No clasificó | No clasificó | No clasificó | No clasificó |
| 2016    | No clasificó     | No clasificó | No clasificó | No clasificó | No clasificó | No clasificó | No clasificó | No clasificó | No clasificó |
| 2021    | Primera Fase     | 3            | 1            | 0            | 2            | 5            | 11           | -6           |              |
| 2024    | Medalla de Plata | 6            | 5            | 0            | 1            | 14           | 6            | +8           |              |
| 2028    | Por definir      | Por definir  | Por definir  | Por definir  | Por definir  | Por definir  | Por definir  | Por definir  | Por definir  |
| Total   | 3/8              | 13           | 8            | 1            | 4            | 25           | 21           | +4           |              |

## Últimos partidos y próximos encuentros
Actualizado al último partido jugado el 9 de agosto de 2024
| Fecha      | Ciudad            | Local   | Resultado | Visitante       | Competición                 |
| 25-03-2024 | Montbéliard       | Francia | 2:2       | Estados Unidos  | Partido amistoso            |
| 03-06-2024 | Vitrolles         | Francia | 0:2       | Costa de Marfil | Torneo Maurice Revello 2024 |
| 05-06-2024 | Fos-sur-Mer       | Francia | 2:2       | México          | Torneo Maurice Revello 2024 |
| 07-06-2024 | Aubagne           | Francia | 1:0       | Corea del Sur   | Torneo Maurice Revello 2024 |
| 09-06-2024 | Aubagne           | Francia | 4:0       | Arabia Saudita  | Torneo Maurice Revello 2024 |
| 16-06-2024 | Salon-de-Provence | Francia | 0:1       | Italia          | Torneo Maurice Revello 2024 |
| 04-07-2024 | Bayonne           | Francia | 4:1       | Paraguay        | Partido amistoso            |
| 11-07-2024 | Toulon            | Francia | 7:0       | Rep. Dominicana | Partido amistoso            |
| 17-07-2024 | Toulon            | Francia | 1:1       | Japón           | Partido amistoso            |
| 24-07-2024 | Marsella          | Francia | 3:0       | Estados Unidos  | Juegos Olímpicos 2024       |
| 27-07-2024 | Niza              | Francia | 1:0       | Guinea          | Juegos Olímpicos 2024       |
| 30-07-2024 | Marsella          | Francia | 3:0       | Nueva Zelanda   | Juegos Olímpicos 2024       |
| 02-08-2024 | Bordeaux          | Francia | 1:0       | Argentina       | Juegos Olímpicos 2024       |
| 05-08-2024 | Lyon              | Francia | 3:1       | Egipto          | Juegos Olímpicos 2024       |
| 09-08-2024 | París             | Francia | 3:5       | España          | Juegos Olímpicos 2024       |

## Convocatoria
- Lista de convocados para los Juegos Olímpicos 2024: